# Jim Miller
James Matthew »Jim« Miller, ameriški bejzbolist, * 28. april 1982, Morristown, New Jersey, ZDA.
Miller je poklicni metalec in je trenutno član ekipe Somerset Patriots.

## Srednješolska kariera
Miller je uspešno zaključil šolanje na srednji šoli North Fort Myers High School.

## Poklicna kariera

### Colorado Rockies
Miller je bil izbran v 8. krogu nabora lige MLB leta 2004 s strani ekipe  Colorado Rockies.

### Baltimore Orioles
Miller je bil glavni predmet v menjavi, ki je metalca Rodriga Lópeza pripeljala v Kolorado. 1. septembra 2008 je bil prvič vpoklican v ligo MLB in še istega dne tudi prvič nastopil za ekipo, proti divizijskemu tekmecu, ekipi Boston Red Sox.

### Return to Rockies
Ekipa iz Kolorada je z Millerjem za sezono 2011 sklenila enoletno pogodbo, ki ga je začetno poslala v nižje podružnice. 

### Oakland Athletics
Po sezoni 2011 je podobno pogodbo podpisal z ekipo Oakland Athletics.
Z ekipo je prvič nastopil 25. aprila 2012 in je na svoji prvi tekmi tudi zmagal.

## Igralski profil
Miller se najbolj poslužuje svoj 4-šivne hitre žoge in drsalca. Njegova 4-šivna hitra žoga doseže hitrosti med 144-151 km/h, medtem ko njegov drsalec povprečno doseže okoli 130-135 km/h. K mešanici redkeje doda še oblinarko, ki jo meče pri približno 115 km/h, in 2-šivno hitro žogo.